# Shinkansen sèrie 100
La sèrie 100 (100系, Hyaku-kei) va ser un tipus de tren d'alta velocitat shinkansen japonès que va funcionar entre 1985 i 2012 a les línies d'alta velocitat Tokaido Shinkansen i Sanyo Shinkansen. Es van introduir després dels trens de la sèrie 200, però la seva numeració durant l'època dels ferrocarrils nacionals japonesos (JNR) era que els tipus shinkansen que corrien a l'est de Tòquio se'ls donaven números parells i els de l'oest de Tòquio els nombres senars. Els últims exemples restants del tipus es van retirar del servei després de les darreres tirades el 16 de març de 2012.

## Disseny
Es diferencien visiblement de la sèrie 0 anterior perquè el perfil del nas era més punxegut. Una altra diferència menys òbvia amb els conjunts de 16 cotxes va ser que no tots els cotxes tenien motor; els cotxes de conducció a cada extrem no tenien motor, igual que els dos cotxes centrals de dos nivells. Alguns conjunts de producció posteriors tenien cotxes motoritzats i quatre remolcs de dos nivells sense motor al mig. Els cotxes remolc de dos nivells contenien una combinació de cotxes restaurant i compartiments de primera classe, o seients de primera classe de planta oberta i compartiments de primera classe, o seients de primera classe i cotxes de refrigeri de planta oberta.
La lliurea externa era blanca (Blanc núm. 3) i blava (Blau núm. 20).
Després de la seva retirada del servei de primera línia, els conjunts de la sèrie 100 es van reformar posteriorment en conjunts més curts de quatre i sis cotxes per als serveis més lents de Kodama a la línia Sanyo Shinkansen. Aquests trens de quatre i sis cotxes no tenien cotxes de dos nivells.
Originalment anumerat X0, el conjunt de pre-sèrie X1 es va lliurar el 1985, i les proves van començar a partir del 27 de març d'aquell any. El conjunt X1 va entrar al servei d'ingressos per a proves d'avaluació de passatgers als serveis Hikari des de l'1 d'octubre de 1985. Aquesta unitat es diferenciava externament de les unitats de producció posteriors per tenir petites finestres alineades amb cada seient, i també tenia una disposició de fars inclinada. El cotxe tipus 116 Green (primera classe) format com a cotxe 10 inicialment incloïa un compartiment de dos seients i dos d'un sol seient, però aquests van ser eliminats quan el conjunt es va modificar a l'estàndard de producció completa el 1986.